# Sijue Wu
Sijue Wu, kinesiska: 邬似珏; pinyin: Wū Sìjué, född 15 maj 1964 i Kina är en kinesisk-amerikansk matematiker. Hon är professor i matematik och systemvetenskap vid University of Michigan. Hennes forskning rör matematiken för vattenvågor.

## Utbildning och karriär
Wu gick sin grundläggande utbildning i Kina och erhöll kandidatexamen 1983 och mastersexamen 1986 vid Pekinguniversitetet. Redan före sin mastersexamen hade hon publicerat en artikel om Hilberttransformationer för konvexa kurvor. Efter examen flyttade Sijue till USA, där hon doktorerade 1990 vid det privata universitetet Yale University i Connecticut med professor Ronald Coifman som handledare. Hennes avhandling hade titeln Nonlinear Singular Integrals and Analytic Dependence.
Efter en tid som lektor vid New York University fick Wu anställning som docent vid Northwestern University som är ett universitet i Evanston och i Chicago i Illinois. Hennes publikationer under perioden innefattade: A wavelet characterization for weighted Hardy spaces (1992); On L1 -vorticity for 2-D incompressible flow (1993, tillsammans med Italo Vecchi); Analytic dependence of Riemann mappings for bounded domains and minimal surfaces (1993) och w-Calderón-Zygmund operators (1995). 
1996 flyttade Wu till Iowa för en tjänst vid University of Iowa där hon 1997 publicerade en artikel som rönte stor uppmärksamhet, Well-posedness in Sobolev spaces of the full water wave problem in 2-D. 1998 började hon en anställning som docent vid University of Maryland.
2008 utnämndes hon till professor vid University of Michigan i Ann Arbor.

## Utmärkelser
Vid det 107 årsmötet för American Mathematical Society 2001 belönades Wu med Ruth Lyttle Satter Prize. Förutom denna utmärkelse har Wu även erhållit silvermedaljen 2001 av den kinesiska utmrkelsen Morningside Medal of Mathematics (晨兴数学奖) in 2001 och guldmedaljen 2010. Wu blev den första kvinnliga matematikern att vinna guldmedaljen.